# 妄想
妄想（英語：delusion）是一种不受相反事实和逻辑推理所纠正但坚信不疑的错误信念。常见于各种病理状态，并且对精神分裂症、精神偏执症、精神病性抑郁症、双相障碍的躁狂发作等精神障碍具有特别诊断意义。
值得留意的是，妄想不是幻覺或幻聽，妄想是指存在主觀的虛假不乎事實的信念，而患者想法和信念難以動搖。幻覺是感官異常，如聽到沒有的聲音，或看到不存在的東西。雖然兩者名稱相近，但實際上，是完全不同的東西。
更值得留意的是，妄想在臨床上是指把事實曲解，形式複雜糾結的偏見或妄想思維，但妄想以外的思想及社會功能，則可以不受影響。

## 类型
妄想可以按内容分为以下几类：
- 被害妄想：患者在没有任何事实依据的情况下，坚信有人要加害于他。
- 抑郁妄想：患者过分贬低自己的价值，此种妄想包含负罪妄想、疑病妄想、贫穷妄想等。
- 自大型妄想：患者认为自己聪明过人、认为自己是天才，创造的成果可以改变人类的命运，或者在名誉、地位、权势上加以妄想，也可以在自我担心的某些问题上加以妄想，夸大此事的危险性。
- 軀體型妄想：患者认为自己的身体发生了奇异的变形。
- 宗教型妄想：患者认为自己有通靈、或在神秘、宗教、上帝的領域中，有獨特的經驗。
- 情愛妄想：患者在没有任何依据的情况下，认为某人爱上了他。
- 被控制妄想：即异己体验，患者认为自己的身体、思维、意识被某种外力控制住了，也就是说患者认为自己在与某人共享身体、思维，例如患者正在思考某个问题时突然就停止了，患者体验到了自己要想的事情被外力（头脑外的思想，而非自己的思想）夺走了（思维剥夺），或患者体验到了外力强行把不属于自己的事情放到了自己的大脑里（思维插入）等。
- 嫉妒妄想
- 關係妄想

以上几种妄想多发生在精神分裂症状态下。